# Xã Kennedy, Quận Charles Mix, South Dakota
Xã Kennedy (tiếng Anh: Kennedy Township) là một xã thuộc quận Charles Mix, tiểu bang Nam Dakota, Hoa Kỳ. Năm 2010, dân số của xã này là 67 người.